# Епархия Суригао
Епархия Суригао (лат. Dioecesis Surigensis) — епархия Римско-Католической церкви с центром в городе Суригао, Филиппины. Епархия Суригао входит в митрополию Кагаян-де-Оро. Кафедральным собором епархии Суригао является церковь святого Николая из Толентино.

## История
3 июня 1939 года Римский папа Пий XII издал буллу "Quo dominici gregis", которой учредил епархию Суригао, выделив её из епархии Кагаян-де-Оро (сегодня — Архиепархия Кагаян-де-Оро). В этот же день епархия Кагоян-де-Оро вошла в митрополию Себу.
29 июня 1951 года епархия Суригао вошла в митрополию Кагаян-де-Оро.
20 марта 1967 года и 9 декабря 1978 года епархия Суригао передала часть своей территории для возведения новых епархий Бутуана и Тандага.

## Ординарии епархии
- епископ Giovanni Vrakking (25.03.1940 — 12.12.1953);
- епископ Charles Van den Ouwelant (23.03.1955 — 10.01.1973);
- епископ Miguel C. Cinches (10.01.1973 — 21.04.2001);
- епископ Antonieto Dumagan Cabajog (21.04.2001 — по настоящее время).

## Источник
- Annuario Pontificio, Libreria Editrice Vaticana, Città del Vaticano, 2003, ISBN 88-209-7422-3
- Булла Quo dominici gregis,

AAS 31 (1939), стр. 384  (лат.)